# Villa Beckmannshagen

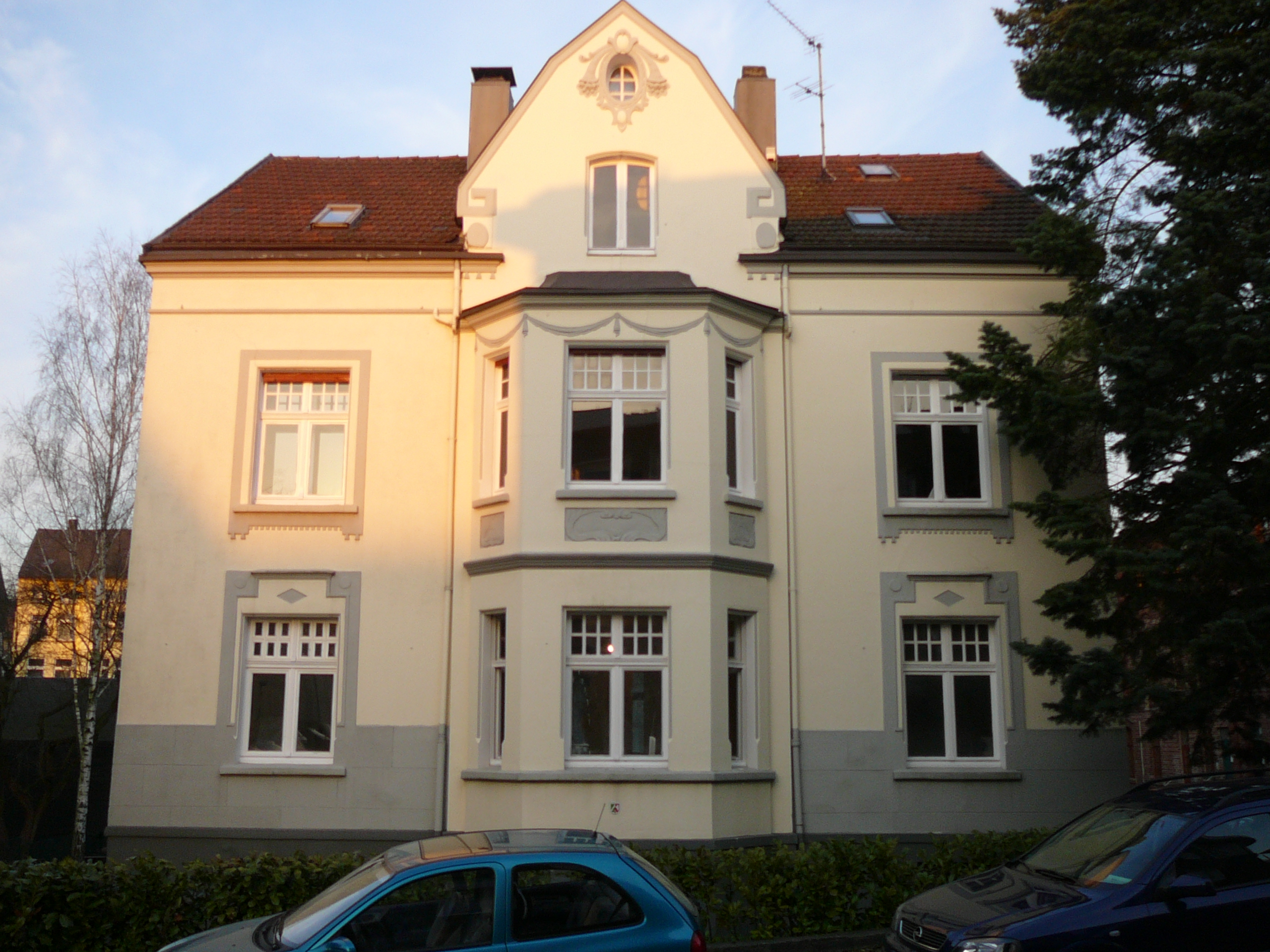
Villa Beckmannshagen

Die Villa Beckmannshagen ist eine unter Denkmalschutz stehende, freistehende Villa im Wuppertaler Stadtteil Langerfeld an der Straße Beyeröhde. Sie beherbergte bis Mitte 2020 das Kindermuseum Schaufenster Schule & Kinderkunst sowie weitere Dienstleistungsunternehmen. In den Obergeschossen haben Immobilienunternehmen ihren Geschäftssitz.

## Beschreibung

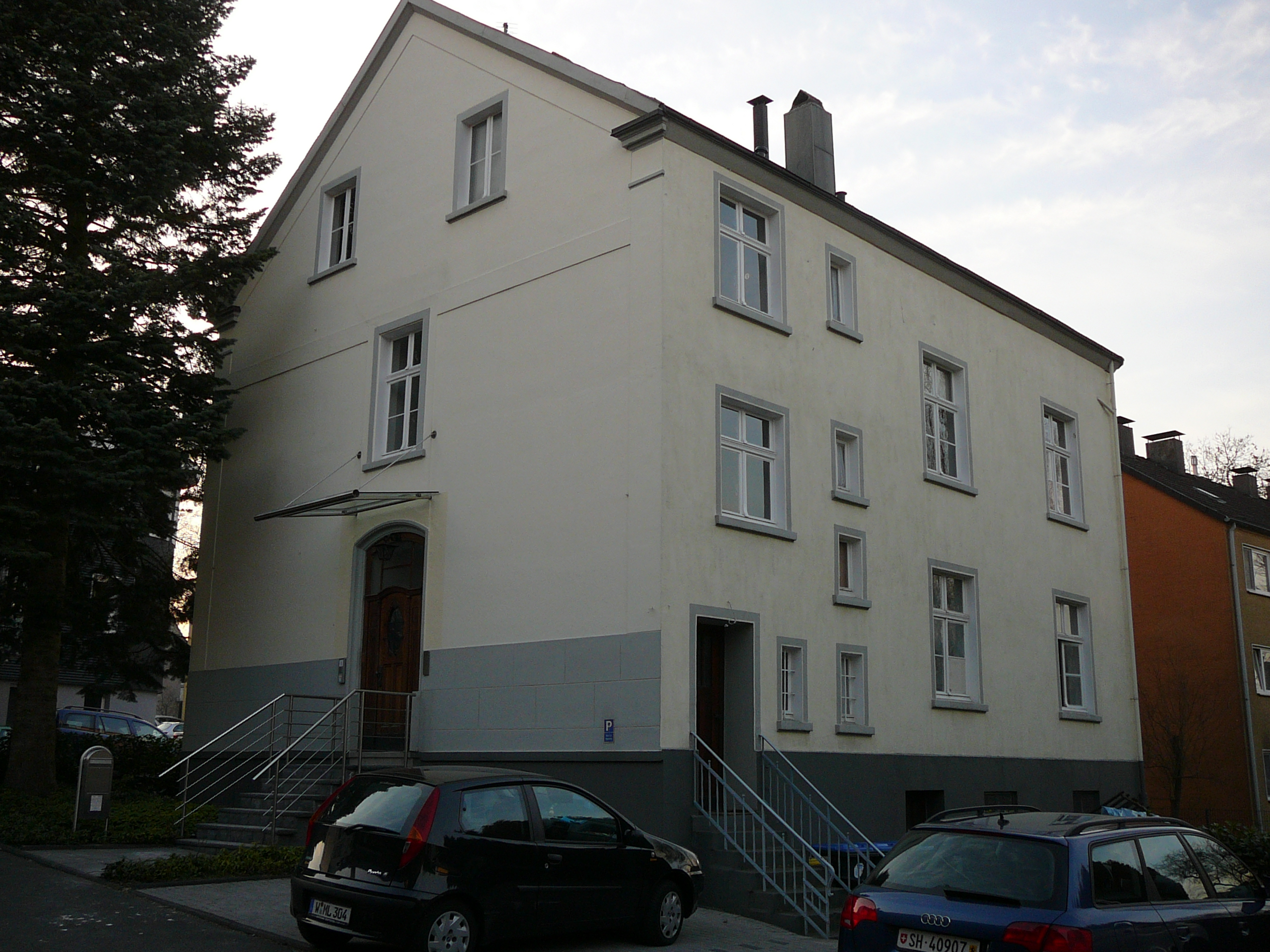
Rückwärtige Ansicht der Villa

Die schlichte zweigeschossige Fabrikantenvilla wurde 1911 für den Unternehmer Friedrich Beckmannshagen errichtet, der die gegenüberliegende Bandfabrik betrieb. Das Stammhaus der Beckmannshagen, das Bergische Fachwerkhaus Beyeröhde 9, besteht noch heute und steht ebenfalls wie die Bandfabrik unter Denkmalschutz.
Die Schauseite des Gebäudes nach Westen ist dreiachsig ausgeführt, wobei die mittlere Achse in den beiden Geschossen als trapezförmiger Risalit hervorspringt. Über diesen Vorbau liegt ein Zwerchgiebel mit Mansarddach in dem ausgebauten Satteldach. Die beiden Achsen seitlich des Risaliten sind mit einfachen Fensteröffnungen, mit vierflügeligen Fenstern versehen, die mit kleinteiligen versprossten Oberlichtern versehen sind. Die schwach profilierten Stuckaturen entsprechen den Architekturstil des sachlichen im Erdgeschoss und des floralen Jugendstils in den Obergeschossen auf. Erschlossen wird das Haus über eine einläufige Treppe auf der Südseite.
Die Villa wurde beim Tode Beckmannshagen an seinem älteren Sohn vererbt, die Fabrik an den jüngeren Sohn. Am 12. September 1996 wurde die Villa unter Denkmalschutz gestellt. Im Jahre 2002 erwarb ein Immobilienmakler das Haus von einem Familienmitglied und nutzt seither das erste Obergeschoss und das Dachgeschoss nach einer umfassenden Sanierung für seine Unternehmen. Im Jahre 2009 erfolgte eine aufwändige Sanierung des Kindermuseums. Im Jahre 2023 folgten eine denkmalgerechte umfassende Dach- und Fassadensanierung.

## Nutzung (1986–2024)

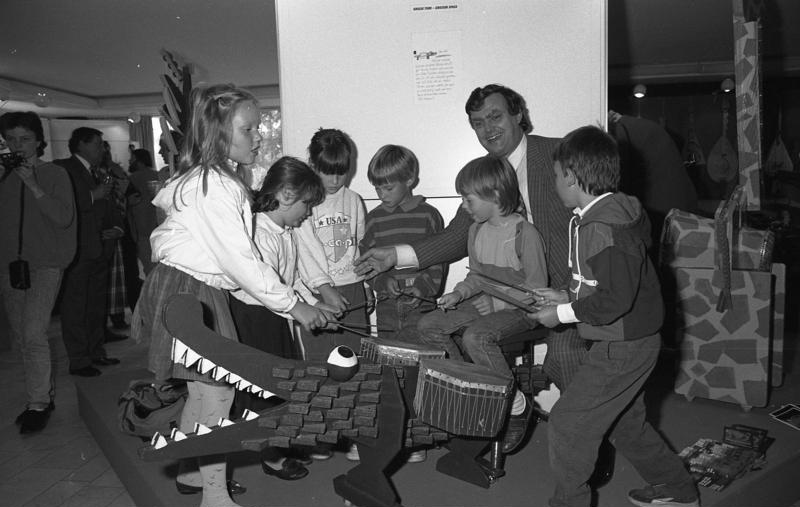
Von Kindern gebastelte Musikinstrumente bei einer Ausstellung im Bundesministerium für Jugend, Familie, Frauen und Gesundheit in Bonn, 1987

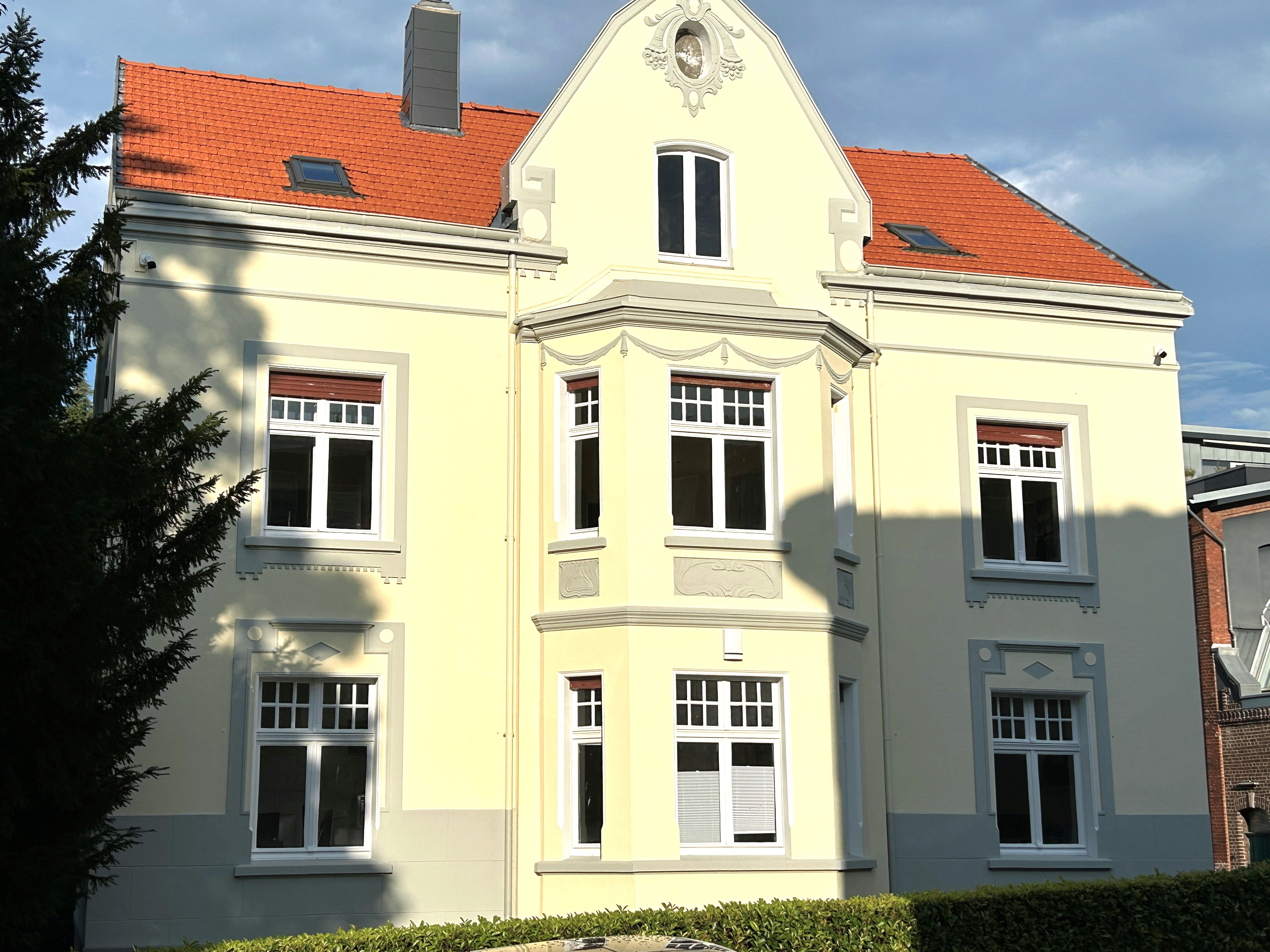

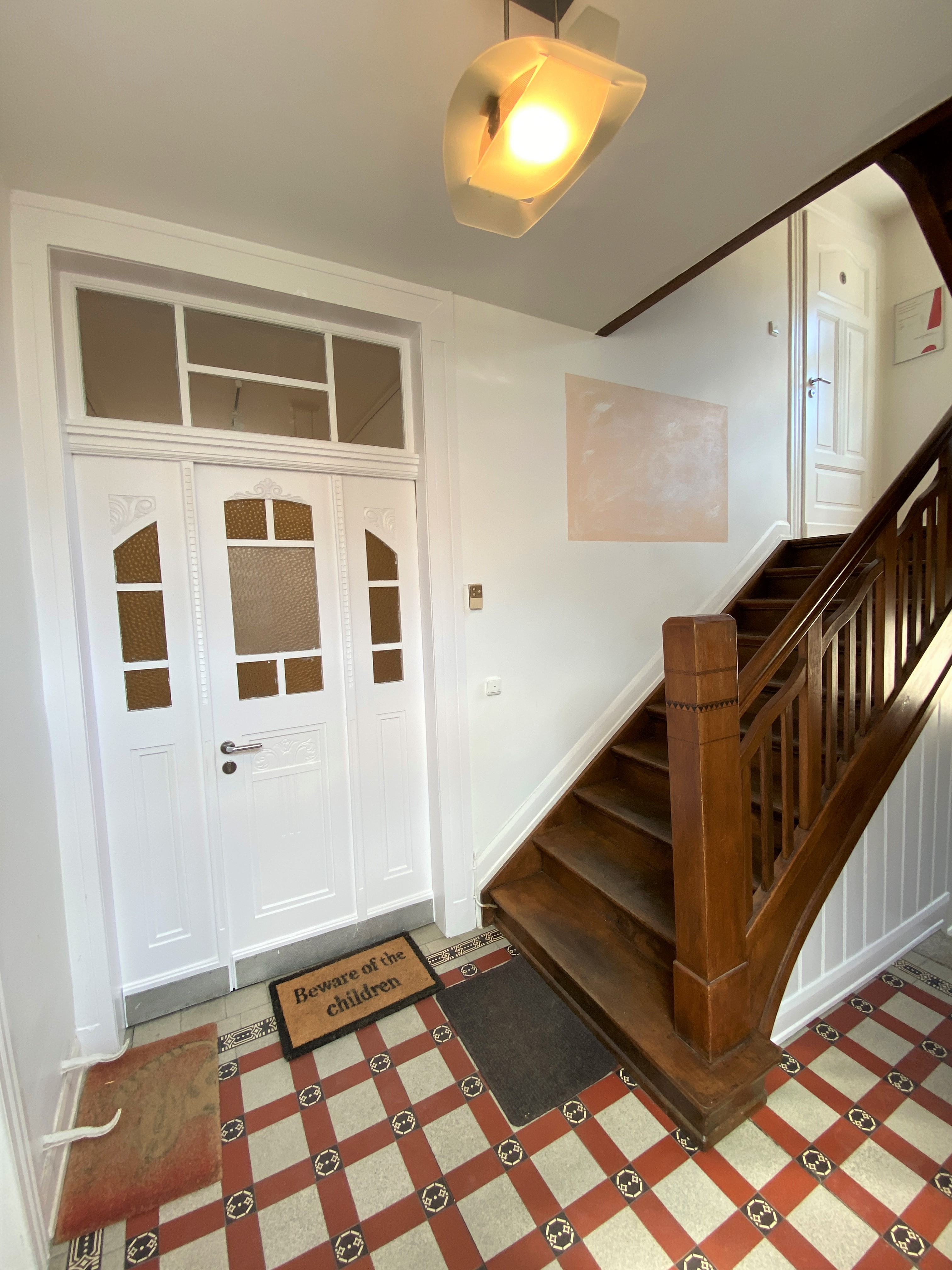
Treppenhaus Erdgeschoss

Seit dem Frühjahr 1986 befand sich im Erdgeschoss der Villa das privat betriebene Kindermuseum Schaufenster Schule & Kinderkunst. Es war das erste Museum seiner Art in Deutschland und das einzige, das Kunst von Kindern und für Kinder präsentiert, mit rund hundert Exponaten, wobei das Zielpublikum nicht nur auf Kinder beschränkt ist. Die Kunsterzieherin Margret Beckmannshagen ist die Initiatorin des Projekts. Betrieben wurde das Museum von dem gleichnamigen Förderverein „Kindermuseum-Schaufenster Schule & Kinderkunst e. V.“. Die ausgestellten Exponate sind unter anderem eine Vielzahl origineller Klanginstrumente.
Weiter wurden jährlich internationale Postkartenmalwettbewerbe veranstaltet. Rund 70.000 Postkartenbilder aus 71 Ländern sind dabei im Laufe der Zeit zusammengekommen. In der jährlich wechselnden Ausstellung werden dabei rund 1000 Bilder präsentiert. Auch wurden Kurse für Kinder in Töpfern, Malen und Musizieren angeboten. Das Museum hatte eingeschränkte Öffnungszeiten.
Im Juli 2020 wurde das Ende des Museums aus finanziellen Gründen bekannt gegeben.